# 1923 en Alberta
Chronologie de l'Alberta
- 1919
- 1920
- 1921
- 1922
- 1923
- 1924
- 1925
- 1926
- 1927

Cette page concerne des événements qui se sont produits durant l'année 1923 dans la province canadienne de l'Alberta.

## Politique
- Premier ministre : Herbert Greenfield des United Farmers
- Chef de l'Opposition :
- Lieutenant-gouverneur :  Robert George Brett
- Législature :

## Événements
- Fin de la Saison 1922-1923 de la LNH. Les Sénateurs d'Ottawa remportent la Coupe Stanley contre les Eskimos d'Edmonton.

- Mise en service du  Bow River Bridge  à Banff, pont routier en béton armé[1].

- Mise en service de la première raffinerie de pétrole dans la région de Calgary[2].

## Naissances
- 4 février : Conrad Stafford Bain, acteur canadien naturalisé américain, né à Lethbridge et mort le 14 janvier 2013 à Livermore[3].
- 1 novembre : Gordon Rupert Dickson, né à Edmonton et mort le 31 janvier 2001 à Richfield au Minnesota aux États-Unis, est un écrivain américain de science-fiction. Il est l'auteur de nombreux romans et séries dont les plus fameuses sont le cycle de Childe ainsi que la série du Chevalier Dragon.
- 22 novembre : Arthur Hiller, né à Edmonton  et mort le 17 août 2016 à Los Angeles (Californie), est un réalisateur canadien.